# Contea di Lewis and Clark
La contea di Lewis and Clark (in inglese Lewis and Clark County) è una contea del Montana, negli Stati Uniti. Il suo capoluogo amministrativo è Helena.

## Storia
La contea di Lewis and Clark venne creata nel 1864 e fu una delle nove contee originarie del Montana. Deve il suo nome ai due esploratori Meriwether Lewis e William Clark.

## Geografia fisica
La contea ha un'area di 9 059,05 km² (3 497,72 mi²), di cui 8 958,32 km² (3 458,83 mi²) di terra e 100,72 km² (38,89 mi²) coperti d'acqua. Confina con le seguenti contee:
- Contea di Teton - nord
- Contea di Cascade - est
- contea di Meagher - est
- contea di Broadwater - sud-est
- Contea di Jefferson - sud
- Contea di Powell - ovest
- contea di Flathead - nord-ovest

## Città principali
- Augusta
- East Helena
- Helena
- Helena Valley Northeast
- Helena Valley Northwest
- Helena Valley Southeast
- Helena Valley West Central
- Helena West Side
- Lincoln

## Strade principali
- Interstate 15
- U.S. Route 12
- U.S. Route 287

## Società

### Evoluzione demografica
PopolazioneAnno010.00020.00030.00040.00050.00060.00070.00080.0001900194019802010Popolazione
| Anno | Popolazione |
| ---- | ----------- |
| 1900 | 19 171      |
| 1920 | 18 660      |
| 1940 | 22 131      |
| 1960 | 28 006      |
| 1980 | 43 039      |
| 2000 | 55 716      |
| 2010 | 63 395      |
| 2020 | 70 973      |

## Musei
- Holter Museum of Art, su holtermuseum.org.
- Montana Historical Society, su his.state.mt.us. URL consultato il 23 febbraio 2008 (archiviato dall'url originale il 23 febbraio 2008).